# Rabah Soudani
Rabah Soudani, né le 8 avril 1985 à Roubaix, est un handballeur franco-algérien.
Actuellement entraineur de l'Amiens Picardie Handball en N2M depuis janvier 2024. Il a joué au poste d’ailier droit avec l'équipe nationale algérienne.

## Biographie
Il commence sa carrière de handballeur professionnel à Villeneuve d'Ascq en 2003 comme arrière et ailier droit en Division 2, élu meilleur arrière droit de D2 de la saison 2004/2005.
En 2005, il rejoint le Toulouse Handball en division 1 où il s'affirme à l'aile droite lors de ses trois premières saisons. Il rebondit alors au RS Saint-Cyr Touraine où il contribue à la montée du club en division 1 avec près de 150 buts inscrits en deux saisons avant que le club ne dépose le bilan en 2011.
Puis, il est arrière pour une saison dans le club de ES Nanterre (Division 2) avant de rejoindre en 2012 pendant deux saisons l'USM Saran (Nationale 1) où il sera meilleur buteur de son club jusqu'en 2014, année où il rejoint le JS Cherbourg.
En septembre 2017, il rejoint l'Amiens Picardie Handball ou il jouera jusqu'en 2024, devenant même entraineur de janvier à juin 2024.

## Palmarès

### En clubs
- Deuxième du Championnat de France de Division 2 : 2010

### EnÉquipe d'Algérie
Championnats du monde
- 19e au championnat du monde 2009 ( Croatie)
- 24e au championnat du monde 2015 ( Qatar)

Championnat d'Afrique
- Médaille de bronze championnat d'Afrique 2010 ( Égypte)
- Médaille d'argent au championnat d'Afrique 2012 ( Maroc)
- Médaille d'or au championnat d'Afrique 2014 ( Algérie)

## Statistiques en championnat de France
| Saison | Ligue       | Equipe                  | MJ | Tirs R | Tirs T | %    | 7m R | 7m T | %    | Int | P.Déc. | BP | Avert. | Buts | Eval |
| ------ | ----------- | ----------------------- | -- | ------ | ------ | ---- | ---- | ---- | ---- | --- | ------ | -- | ------ | ---- | ---- |
| 21-22  | N1M Poule 3 | Amiens                  | 10 | 21     | 50     | 42   | 6    | 6    | 100  | 0   | 0      | 0  | 1      | 27   | 48   |
| 19-20  | N1M Elite   | Amiens                  | 14 | 68     | 122    | 55,7 | 12   | 12   | 100  | 0   | 0      | 0  | 0      | 80   | 186  |
| 18-19  | N1M Poule 2 | Amiens                  | 14 | 44     | 81     | 54,3 | 3    | 3    | 100  | 0   | 0      | 0  | 0      | 47   | 96   |
| 17-18  | N1M Poule 2 | Amiens                  | 14 | 42     | 76     | 55,3 | 12   | 12   | 100  | 0   | 0      | 0  | 3      | 54   | 122  |
| 16-17  | ProLigue    | Cherbourg               | 25 | 48     | 82     | 58,5 | 24   | 32   | 75   | 4   | 0      | 10 | 1      | 72   | 146  |
| 15-16  | ProLigue    | Cherbourg               | 26 | 68     | 109    | 62,4 | 22   | 35   | 62,9 | 2   | 1      | 9  | 2      | 90   | 170  |
| 14-15  | ProLigue    | Cherbourg               | 23 | 41     | 93     | 44,1 | 29   | 37   | 78,4 | 1   | 0      | 20 | 9      | 70   | 77   |
| 13-14  | N1M Poule 2 | Saran                   | 20 | 106    | 114    | 93   | 23   | 23   | 100  | 0   | 0      | 0  | 6      | 129  | 365  |
| 12-13  | N1M Elite   | Saran                   | 20 | 127    | 127    | 100  | 0    | 0    | 0    | 0   | 0      | 0  | 0      | 127  | 381  |
| 11-12  | ProLigue    | Nanterre                | 24 | 47     | 108    | 43,5 | 13   | 20   | 65   | 6   | 4      | 36 | 3      | 60   | 23   |
| 10-11  | LMSL        | St Cyr s/Loire          | 16 | 55     | 104    | 52,9 | 9    | 12   | 75   | 4   | 9      | 9  | 1      | 64   | 138  |
| 09-10  | ProLigue    | St Cyr s/Loire          | 19 | 78     | 128    | 60,9 | 6    | 9    | 66,7 | 3   | 11     | 13 | 3      | 84   | 176  |
| 08-09  | ProLigue    | St Cyr s/Loire          | 13 | 25     | 73     | 34,2 | 1    | 1    | 100  | 8   | 4      | 14 | 1      | 26   | 23   |
| 08-09  | LMSL        | Toulouse                | 6  | 10     | 19     | 52,6 | 0    | 0    | 0    | 3   | 0      | 1  | 0      | 10   | 25   |
| 07-08  | LMSL        | Toulouse                | 24 | 64     | 118    | 54,2 | 6    | 9    | 66,7 | 6   | 9      | 15 | 0      | 70   | 138  |
| 06-07  | LMSL        | Toulouse                | 23 | 57     | 109    | 52,3 | 6    | 6    | 100  | 6   | 11     | 14 | 4      | 63   | 121  |
| 05-06  | LMSL        | Toulouse                | 26 | 32     | 63     | 50,8 | 0    | 0    | 0    | 3   | 2      | 18 | 1      | 32   | 32   |
| 04-05  | ProLigue    | Lille Villeneuve d'Ascq | 29 | 110    | 274    | 40,1 | 1    | 2    | 50   | 11  | 6      | 27 | 6      | 111  | 101  |
| 03-04  | ProLigue    | Lille Villeneuve d'Ascq | 26 | 56     | 94     | 59,6 | 0    | 0    | 0    | 1   | 4      | 6  | 2      | 56   | 109  |